# Anomala sibuyana
Anomala sibuyana är en skalbaggsart som beskrevs av Ohaus 1923. Anomala sibuyana ingår i släktet Anomala och familjen Rutelidae. Inga underarter finns listade i Catalogue of Life.